# Босас, Арнолдас
Арнолдас Босас (лит. Arnoldas Bosas, род. 28 августа 1990, Электренай, Тракайский район) — литовский хоккеист, крайний нападающий немецкого клуба «Блэк Дрэгонс Эрфурт», выступающего в Оберлиге «Норд» и сборной Литвы.

## Краткая биография
Воспитанник школы хоккея г. Электренай. Играл в Литве за юношескую команду «Тиграи», а также команду Литовской хоккейной лиги «Энергия» (Электренай) и клуб из Молодёжной хоккейной лиги «Балтика» (Вильнюс). За границей выступал в Чехии за две команды города Бенешов: «Бенешов» и «Водны Львы». С 2011 года играет в Казахстане за «Арыстан» и «Горняк». В сборную привлекается с сезона 2009/2010: до этого играл в командах до 18 и до 20 лет во Втором дивизионе ИИХФ.

## Награды
- Победитель первого дивизиона чемпионата мира 2018 года (сборная Литвы)
- Лучший бомбардир Оберлиги «Сюд» сезона 2017/2018 (46 голов)